# Dieter Mucke
Dieter Mucke (* 14. Januar 1936 in Leipzig; † 12. März 2016 in Halle (Saale)) war ein deutscher Lyriker und Schriftsteller.

## Leben
Er studierte Psychologie, Fotografie, Kamera und Literatur an der Universität Leipzig, der Hochschule für Grafik und Buchkunst Leipzig, der Filmhochschule Babelsberg und dem Literaturinstitut Leipzig. Aus politischen Gründen wurde er 1957, 1963 und 1965 relegiert, verhaftet und nach 1989 rehabilitiert. Er publizierte unter anderem kritische Texte zum Thema Büchervernichtung und über Kulturpolitik. Von 1991 bis 1994 war er Mitglied des Bundesvorstands des Verbandes Deutscher Schriftsteller, heute in ver.di. Er war zudem Mitglied des PEN-Zentrums Deutschland.
Dieter Mucke unterhielt seit den siebziger Jahren enge Beziehungen zu den Schriftstellern Reinhard Bernhof, Volker Ebersbach und Kristian Pech, mit denen er 1985/1986 die inoffiziellen Publikationen Kolonnade. Warteraum für neue Literatur (Titelentwurf Hans Scheuerecker) und zusammen mit Sylvia Kabus sowie weiteren Autoren Umfeldblätter verfasste.

## Auszeichnungen
- 1987 Kunstpreis der Stadt Halle
- 1991 Stadtschreiber von Halle (Saale)
- 2003 Österreichischer Staatspreis für Kinder- und Jugendliteratur
- 2010 Walter-Bauer-Preis

## Veröffentlichungen
- Poesiealbum 19, Gedichte, Verlag Neues Leben 1969
- Wetterhahn und Nachtigall, Gedichte. Mit 3 Abb. nach Grafiken von Fotis Zaprasis, Edition Neue Texte, Aufbau-Verlag, Berlin und Weimar 1973
- Laterna magica, Prosa, Eulenspiegel-Verlag, Berlin 1975
- Ich blase auf dem Kamm, Kalendergedichte, mit Illustrationen von Siegfried Linke, Der Kinderbuchverlag Berlin 1977
- Der Kuckuck und die Katze, Tiergeschichte, mit Illustrationen von Fotis Zaprasis, Der Kinderbuchverlag Berlin 1977
- Die Sorgen des Teufels, Märchen, Eulenspiegel-Verlag, Berlin 1979
- Kammwanderung, Gedichte, Aufbau-Verlag, Berlin und Weimar 1983
- Der Dunkel-Munkel, Bilderbuch, Altberliner Verlag, Berlin 1988
- Vom Affenstall bis Ziege, Gedichte, Berlin, 1991
- Panik im Olymp, Verlag Janos Stekovics, Halle 1995, ISBN 3-929330-53-9
- Was flüstert der Wind mit dem Baum, Gedichte für Kinder, Verlag Janos Stekovics, Halle 2001, ISBN 3-932863-61-5
- Das Lied der Katze, Tiergemeinschaft – kleine Zoologie für große Kinder (zwei literarische Leporellos), Halle, 2002.
- Der Sänger im Schnee (Mitverfasserin: Regine Heinecke), Projekte-Verlag Cornelius, Halle 2011, ISBN 978-3-86237-274-4

### Anthologien und Literaturzeitschriften (Auswahl)
- Der Neue Conrady – Das große deutsche Gedichtebuch, 2000, Düsseldorf und Zürich, Artemis & Winkler Verlag, erweiterte Auflage 2008;
- Fünfzig Kindergedichte, Reclam-Verlag, Stuttgart, 2000
- Sehnsucht nach dem Anderswo, Reisegedichte, Arche Verlag Zürich-Hamburg; 2004
- Ach, du liebe Zeit, Gedichte und Geschichten, Lappan Verlag, Oldenburg, 2007
- Ralph Grüneberger (Hrsg.)/Gesellschaft für zeitgenössische Lyrik: Poesiealbum neu. Ausgaben 1/2007, 2/2008, 4/2008.